# Championnat d'Angleterre de football 1993-1994
Navigation
Édition précédente Édition suivante
La 95e édition du championnat d'Angleterre de football 1993-1994 est la deuxième sous l'appellation Premier League. Elle oppose les vingt-deux meilleurs clubs d'Angleterre en une série de quarante-deux journées.
Elle est remportée par Manchester United. Le club de Manchester conserve son titre en finissant huit points devant Blackburn Rovers. C'est le neuvième titre du club mancunien qui remporte également la Coupe d'Angleterre. 
Manchester United se qualifie pour la Ligue des champions en tant que champion d'Angleterre. Chelsea FC, finaliste de la coupe se qualifie pour la Coupe des vainqueurs de coupe tout comme Arsenal FC en tant que tenant du trophée européen. Blackburn Rovers et Newcastle United se qualifient pour la Coupe UEFA au titre de leur classement en championnat, Aston Villa en tant que vainqueur de la Coupe de la ligue.
Le système de promotion/relégation ne change pas : descente et montée automatique, sans matchs de barrage pour les trois derniers de première division et les deux premiers de deuxième division, poule de play-off pour les troisième à sixième de la division 2 pour la dernière place en division 1. À la fin de la saison, les clubs de Sheffield United, Oldham Athletic et Swindon Town sont relégués en deuxième division. Ils sont remplacés par Crystal Palace, Nottingham Forest et Leicester City après play-off.
L'attaquant anglais Andrew Cole, de Newcastle United, remporte le titre de meilleur buteur du championnat avec 34 réalisations.

## Les 22 clubs participants
| - Arsenal - Aston Villa - Blackburn Rovers - Chelsea - Coventry City - Everton - Ipswich Town - Leeds United - Liverpool - Manchester City - Manchester United | - Newcastle United - Norwich City - Oldham Athletic - Queens Park Rangers - Sheffield United - Sheffield Wednesday - Southampton - Swindon Town - Tottenham Hotspur - West Ham - Wimbledon FC |

## Classement final
| Rang | Équipe                | Pts | J  | G  | N  | P  | Bp | Bc  | Diff |
| ---- | --------------------- | --- | -- | -- | -- | -- | -- | --- | ---- |
| 1    | Manchester United T C | 92  | 42 | 27 | 11 | 4  | 80 | 38  | +42  |
| 2    | Blackburn             | 84  | 42 | 25 | 9  | 8  | 63 | 36  | +27  |
| 3    | Newcastle P           | 77  | 42 | 23 | 8  | 11 | 82 | 41  | +41  |
| 4    | Arsenal C2            | 71  | 42 | 18 | 17 | 7  | 53 | 28  | +25  |
| 5    | Leeds United          | 70  | 42 | 18 | 16 | 8  | 65 | 39  | +26  |
| 6    | Wimbledon             | 65  | 42 | 18 | 11 | 13 | 56 | 53  | +3   |
| 7    | Sheffield Wednesday   | 64  | 42 | 16 | 16 | 10 | 76 | 54  | +22  |
| 8    | Liverpool             | 60  | 42 | 17 | 9  | 16 | 59 | 55  | +4   |
| 9    | Queens Park Rangers   | 60  | 42 | 16 | 12 | 14 | 62 | 61  | +1   |
| 10   | Aston Villa L         | 57  | 42 | 15 | 12 | 15 | 46 | 50  | -4   |
| 11   | Coventry City         | 56  | 42 | 14 | 14 | 14 | 43 | 45  | -2   |
| 12   | Norwich City          | 53  | 42 | 12 | 17 | 13 | 65 | 61  | +4   |
| 13   | West Ham P            | 52  | 42 | 13 | 13 | 16 | 47 | 58  | -11  |
| 14   | Chelsea               | 51  | 42 | 13 | 12 | 17 | 49 | 53  | -4   |
| 15   | Tottenham             | 45  | 42 | 11 | 12 | 19 | 54 | 59  | -5   |
| 16   | Manchester City       | 45  | 42 | 9  | 18 | 15 | 38 | 49  | -11  |
| 17   | Everton               | 44  | 42 | 12 | 8  | 22 | 42 | 63  | -21  |
| 18   | Southampton           | 43  | 42 | 12 | 7  | 23 | 49 | 66  | -17  |
| 19   | Ipswich Town          | 43  | 42 | 9  | 16 | 17 | 35 | 58  | -23  |
| 20   | Sheffield United      | 42  | 42 | 8  | 18 | 16 | 42 | 60  | -18  |
| 21   | Oldham Athletic       | 40  | 42 | 9  | 13 | 20 | 42 | 68  | -26  |
| 22   | Swindon Town P        | 30  | 42 | 5  | 15 | 22 | 47 | 100 | -53  |

Qualifications européennes
- Ligue des Champions 1994-1995
- Coupe des Coupes 1994-1995
- Coupe UEFA 1994-1995

Relégation
- First Division 1994-1995

Abréviations
T : Tenant du titre

P : Promus de Second Division 1992-1993

C : Vainqueur de la FA Cup 1993-1994

L : Vainqueur de la League Cup 1993-1994

C2 : Vainqueur de la Coupe des Coupes 1993-1994

## Classement des buteurs
| Nom                | Buts | Equipe                   |
| ------------------ | ---- | ------------------------ |
| Andy Cole          | 34   | Newcastle United FC      |
| Alan Shearer       | 31   | Blackburn Rovers         |
| Matthew Le Tissier | 25   | Southampton FC           |
| Chris Sutton       | 25   | Norwich City             |
| Ian Wright         | 23   | Arsenal FC               |
| Peter Beardsley    | 21   | Newcastle United FC      |
| Mark Bright        | 19   | Sheffield Wednesday F.C. |
| Eric Cantona       | 18   | Manchester United        |
| Dean Holdsworth    | 17   | Wimbledon FC             |
| Rod Wallace        | 17   | Leeds United             |

## Classement des passeurs
| Nom                | Passes décisives | Equipe                |
| ------------------ | ---------------- | --------------------- |
| Andy Cole          | 13               | Newcastle United FC   |
| Eric Cantona       | 12               | Manchester United     |
| Brian Deane        | 11               | Leeds United          |
| Ruel Fox           | 11               | Norwich City          |
| Chris Sutton       | 11               | Norwich City          |
| Matty Holmes       | 10               | West Ham United       |
| Paul Ince          | 10               | Manchester United     |
| Scott Sellars      | 10               | Newcastle United      |
| Matthew Le Tissier | 9                | Southampton FC        |
| Jason Wilcox       | 9                | Blackburn Rovers F.C. |